# Die Schlümpfe (2011)
Die Schlümpfe (Originaltitel The Smurfs) ist ein US-amerikanischer 3D-Film – eine Mischung aus Real- und Computeranimationsfilm – aus dem Jahr 2011 von Regisseur Raja Gosnell. Die Produktion ist nach Die Schlümpfe und die Zauberflöte von 1975 der zweite Kinospielfilm um die gleichnamigen Comicfiguren des belgischen Zeichners Peyo.

## Handlung
Die Schlümpfe leben ruhig in ihrem Pilzdorf im magischen Wald und bereiten sich auf das Blaumondfest vor. Währenddessen will Tollpatsch Clumsy für Papa Schlumpf Schlumpfwurzeln besorgen, wagt sich aber aus Versehen zu nah an das Gebiet des bösen Zauberers Gargamel. Dieser verfolgt ihn und wird von Clumsy unabsichtlich ins Dorf geführt. Auf der Flucht rennt Clumsy auch noch in die falsche Richtung und gerät zusammen mit Papa Schlumpf, Schlaubi, McTapfer, Muffi und Schlumpfine in einen magischen Wasserfall, der sie ins heutige Manhattan transportiert. Auch Gargamel und sein Kater Azrael folgen den Schlümpfen.
In New York gerät Clumsy in einen Karton des Werbespezialisten Patrick, der ihn mit nach Hause nimmt. Die anderen Schlümpfe folgen ihm und lernen so Patrick und seine schwangere Frau Grace kennen. Sie ist begeistert von den Fabelwesen, aber ihm passt der unangemeldete Besuch gar nicht, denn die blauen Zwerge sorgen nicht nur für viel Unruhe, sondern stören ihn auch bei der Erstellung einer neuen Make-up-Werbekampagne. Durch Clumsys erneute Tollpatschigkeit wird dann auch noch die falsche Werbung – eine mit einem Blaumond – veröffentlicht. Die Schlümpfe wollen so schnell wie möglich wieder heim, aber ihnen fehlt der Blaumond und ein Zauber.
Inzwischen hat Gargamel aus einer von Schlumpfines Haarsträhnen ihre blaue Essenz gewonnen und ist den Schlümpfen auf den Fersen. Er jagt sie, versagt aber immer wieder, bis er in einem Antiquitätenladen, in dem die Schlümpfe nach einem Zauberbuch suchen, Papa Schlumpf schnappt. Dieser nimmt den anderen noch das Versprechen ab, ihn nicht zu retten, sondern den Zauber zu verwenden und in dieser Nacht beim Blaumond nach Hause zurückzukehren.
Patrick sieht durch seine Frau und die Schlümpfe ein, dass ihm seine Familie wichtiger sein müsste als seine Arbeit und er beschließt, Papa Schlumpf zu retten. Die Schlümpfe beteiligen sich trotz ihres Versprechens auch an der Rettung. Während Schlaubi das Portal ins Dorf öffnet und Hilfe holt, stürmen sie Belvedere Castle, wo sich Gargamel eingenistet hat, der von Papa Schlumpf viel mehr Essenz bekommen hat und  deshalb sehr mächtig geworden ist. Trotzdem besiegen ihn die Schlümpfe und Clumsy gelingt es, das magische Zepter im letzten Moment aufzufangen.
Durch den Zauber hat sich der Mond blau verfärbt, was Patricks Auftraggeberin für einen PR-Gag hält und ihn deshalb nicht feuert. Die Schlümpfe kehren nach Hause zurück.

## Hintergrund

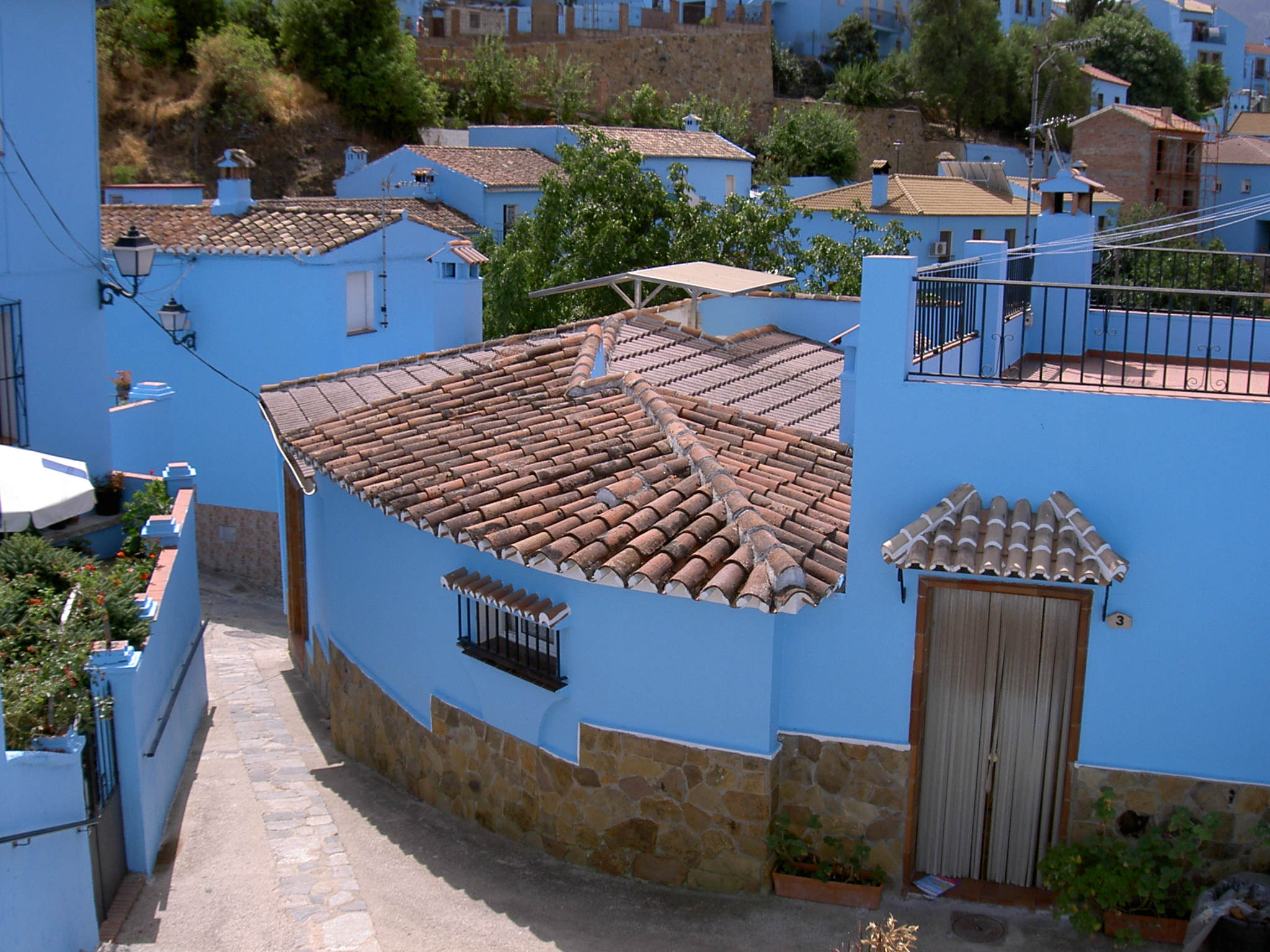
Blaue Fassaden in Júzcar

Der Film wurde 2011 unter der Regie von Raja Gosnell von Sony Pictures Animation und Columbia Pictures produziert. Die Musik komponierte Heitor Pereira, für den Schnitt war Sabrina Plisco verantwortlich.
In der Handlung des Filmes wird die Kontinuität der bisherigen Schlumpfwelt beibehalten. Allerdings wird die Metaebene dadurch durchbrochen, dass Patrick Winslow die Schlümpfe in der Wikipedia recherchiert und findet, dass sie von Peyo geschaffen wurden.
Am 28. Juli 2011 wurde der Film in Argentinien uraufgeführt. Am nächsten Tag folgten die Premieren in den USA und Kanada. Der Deutschlandstart war am 4. August 2011.
Aus Anlass der Premiere des Films wurden in Júzcar (Spanien) zu Marketingzwecken alle Fassaden des Dorfes blau gefärbt. Bei einer Abstimmung zum Ende des Jahres 2011 wurden die Bewohner gefragt, ob die Häuser weiterhin blau bleiben oder in den weißen Ursprungszustand zurückversetzt werden sollen. 33 Bewohner stimmten gegen die Beibehaltung, 141 Bewohner für die Beibehaltung. Damit wird Júzcar blau bleiben.

## Besetzung und Synchronisation
Die deutsche Synchronisation des Films übernahm die Berliner Synchron AG in Berlin.
| Figur           | Darsteller          | Deutscher Sprecher |
| --------------- | ------------------- | ------------------ |
| Patrick Winslow | Neil Patrick Harris | Philipp Moog       |
| Grace Winslow   | Jayma Mays          | Cathlen Gawlich    |
| Gargamel        | Hank Azaria         | Thomas Nero Wolff  |
| Odile           | Sofía Vergara       | Iris Artajo        |
| Henri           | Tim Gunn            | Stefan Staudinger  |
| Obdachloser     | Victor Pagan        | Friedemann Benner  |

| Figur             | Originalsprecher | Deutscher Sprecher     |
| ----------------- | ---------------- | ---------------------- |
| Papa Schlumpf     | Jonathan Winters | Reiner Schöne          |
| Schlumpfine       | Katy Perry       | Nadine Warmuth         |
| Clumsy Schlumpf   | Anton Yelchin    | Tim Sander             |
| McTapfer          | Alan Cumming     | Jeff Burrell           |
| Muffi Schlumpf    | George Lopez     | Florian Halm           |
| Schlaubi Schlumpf | Fred Armisen     | Tobias Nath            |
| Handy Schlumpf    | Jeff Foxworthy   | Rainer Fritzsche       |
| Jokey Schlumpf    | Paul Reubens     | Gerald Schaale         |
| Hefty Schlumpf    | Gary Basaraba    | Klaus Lochthove        |
| Beauty Schlumpf   | John Oliver      | Hans-Jürgen Dittberner |
| Fauli Schlumpf    | Kenan Thompson   | Jesco Wirthgen         |
| Torti Schlumpf    | Wolfgang Puck    | Nicola Devico Mamone   |
| Farmy Schlumpf    | Joel McCrary     | Michael Iwannek        |
| Erzähl-Schlumpf   | Tom Kane         | Erich Räuker           |
| Azrael            | Frank Welker     |                        |

## Kritiken
Der US-amerikanische Aggregator Rotten Tomatoes erfasste 21 % wohlwollende Filmbesprechungen und ordnet den Film als „Gammelig“ ein.

„Zwar geht der alte Zeichentrickzauber etwas verloren, doch das gleichen die Macher mit Witz und Eleganz aus. Schlumpfig.“

„Die offensichtlichen Stärken des Films liegen auf der technischen Seite. Das 3D-Verfahren ist relativ unaufdringlich, aber dennoch wirkungsvoll eingesetzt, während die Interaktion der Schauspieler mit den animierten Schlümpfen einen staunenswerten Grad der Perfektion erreicht hat. […] In der Zeichentrickserie werden die einzelnen Schlumpf-Abenteuer in zehn bis 20 Minuten erzählt, auch im Spielfilm hat die Handlung nun kaum mehr Substanz als eine dieser Episoden.“

„Mit vielen Gags angereicherte 3D-Adaption der Kultfiguren, die das Aufeinanderprallen von archaischer Schlumpf-Welt und Gegenwart recht charmant umsetzt, dabei aber ein betont rückwärts orientiertes Familienbild an den Tag legt.“

„Der Film [ist] eigentlich handwerklich und vom Unterhaltungsgrad ansprechend gestaltet […], aber dennoch fehlt es an dem gewissen Etwas. Der besondere X-Faktor, der Filme wie ‚Wall-E‘, ‚Oben‘ oder ‚Drachenzähmen leicht gemacht‘ zu Animationsmeisterwerken bzw. kreativen Überraschungserfolgen gemacht hat, will sich hier einfach nicht einstellen. […] Wenn man das Ganze nicht überanalysiert und nur seinen Spaß haben möchte, kann man also auch beim Kinobesuch eine durchaus schlumpfige Zeit verbringen. Aber an Disney- oder Pixar-Animationsperlen kommt der Film bei weitem nicht heran.“

## Fortsetzung
In Die Schlümpfe 2 (2013) erschafft der böse Zauberer Gargamel die beiden schlumpfartigen, aber unartigen Wesen Hauie und Zicki, genannt die Lümmel, um an die magische Schlumpf-Essenz zu gelangen. Als er erkennt, dass nur ein echter Schlumpf ihm seinen Wunsch erfüllen kann, entführt er kurzerhand Schlumpfine nach Paris. Während die Lümmel versuchen, Schlumpfine auf ihre Seite zu ziehen, machen sich Papa Schlumpf, Clumsy, Muffi und Beauty auf in die Welt der Menschen, um Schlumpfine zu retten.